# Trường Quốc tế Thành phố Hồ Chí Minh
Trường Quốc tế Thành phố Hồ Chí Minh (ISHCMC) là một trường quốc tế tại Thủ Đức, Thành phố Hồ Chí Minh, Việt Nam. Trường được sở hữu bởi Cognita.